# Sniffles
Sniffles é uma história em quadrinhos e desenho animado de um personagem rato antropomórfico da Warner Bros., da série Merrie Melodies de desenhos animados e quadrinhos.

## Biografia de personagem
O diretor Chuck Jones criou Sniffles como uma potencial nova estrela para o estúdio em 1939. O personagem foi desenhado pelo profissional da Disney Charles Thorson, um veterano na criação de personagens fofinhos para as Silly Symphonies da Disney. O design de Thorson era altamente derivado de um personagem que ele havia projetado para a Disney, o mouse country do curta vencedor do Oscar The Country Cousin (1936). Tanto o rato do campo (primo da roça) quanto o Sniffles são, em uma palavra, fofos. A cabeça de Sniffles é quase tão grande quanto seu corpo, o que permite que seu rosto infantil domine sua aparência. Ele tem olhos grandes, parecidos com bebês, um nariz pequeno e bigode e um sorriso perpétuo. Seus ouvidos crescem dos lados da cabeça, posicionados de modo a ouvir mais uma criança humana do que a estrela principal da Disney, Mickey Mouse. O personagem usa boné azul de marinheiro, camisa vermelha, calça azul, um cachecol amarelo, luvas brancas e sapatos castanhos. Seu pêlo é marrom com leves marcas no rosto.
Jones estreou o personagem no curta Naughty but Mice (1939) que tem semelhanças com The Country Cousin, embora Sniffles tenha características quase idênticas ao herói gatinho no curta The Night Watchman (1938). Em Naughty but Rice, Sniffles está resfriado e está procurando um remédio. Ele acaba tropeçando em um remédio alcoólico para resfriado, bebe e fica intoxicado. Ele então brinca com um barbeador elétrico, o que eventualmente o salva de um gato faminto. Sniffles foi interpretado pelas atrizes de voz Gay Seabrook, Bernice Hansen, e Sara Berner.
Jones passou a dirigir 12 desenhos animados com Sniffles, a maioria dos quais mostra a ingenuidade de Sniffles, colocando-o em um mundo perigoso. Por exemplo, em Sniffles Takes a Trip (1940), um simples passeio pelo país se transforma em um pesadelo, já que Sniffles está constantemente assustado e impressionado com o ambiente. Alguns filmes de Sniffles o associam a um personagem que acompanha o mouse em uma espécie de terra da fantasia onde livros e brinquedos ganham vida, como Toy Trouble (1941). Outros simplesmente se concentram na doçura inevitável do personagem.
Em Bedtime for Sniffles (1940), por exemplo, ele luta para ficar acordado até altas horas da véspera de Natal, a fim de vislumbrar o Papai Noel (o que obviamente nunca acontece). Esta cena é uma vitrine para a facilidade de Jones de perceber o personagem através da expressão facial.
No final da série, Jones transformou Sniffles em uma tagarela incessante que serve mais como um incômodo do que um fofo protagonista. Por exemplo, em O urso insuportável (1943), Sniffles frustra uma tentativa de assalto incomodando perpetuamente o agressor. Jones estava saindo da Disney no final da década de 1940, e Sniffles foi aposentado em 1946, quando o diretor adotou personagens mais hilariantes e sádicos, como os Três Ursos, os colegas ratos Hubie e Bertie, Marvin, o Marciano e Wile E. Coiote e papa-léguas. O desenho final do rato foi Hush My Mouse (sua única entrada na série Looney Tunes) em 1946.
Sniffles rapidamente desapareceu da animação. No entanto, ele encontraria uma nova vida nos quadrinhos da  Looney Tunes e Merrie Melodies Comics, iniciadas em 1940 pela Dell Comics (o escritor Chase Craig usou vários personagens menores da Warner Bros. para preencher as páginas). Esses quadrinhos uniram Sniffles com uma garotinha chamada Mary Jane, que podia se reduzir ao tamanho de um mouse, originalmente por aspersão na areia mágica emprestada do Sandman. Durante a maior parte da série, ela pôde encolher apenas recitando "Primeiro fecho meus olhos com força / Então desejo com toda a minha força / Palavras mágicas de poof poof piffles / Me faz tão pequeno quanto Sniffles". A essa altura, Sniffles já havia perdido a maior parte de sua personalidade em filmes de animação e era apenas um companheiro para Mary Jane enquanto ela explorava algo encontrado em um jardim ou entrava em uma espécie de terra mágica de brinquedos. Mary Jane logo superou o mouse em popularidade, e obteve o melhor faturamento em edições posteriores. O artista Roger Armstrong desenhou a série até Al Hubbard assumir a década de 1950. Essas aventuras provaram ser as preferidas dos leitores, e a série continuou até 1961. Esta série foi ressuscitada recentemente para uma história na edição # 140 da atual revista em quadrinhos Looney Tunes publicada pela DC Comics.

## Legado
A série de televisão de 1990 Tiny Toon Adventures apresenta uma contraparte mais nova de Sniffles chamada Li'l Sneezer, um rato bebê com propensão a ter espirros com força de furacão.
Sniffles também tem uma participação especial no filme Space Jam dublado por Colleen Wainwright. Ele foi visto jogando para o time Looney Tunes, onde foi esmagado por um dos Monstars depois que começou a conversar muito rapidamente e muito irritantemente com um deles.
Sniffles aparece em The Sylvester & Tweety Mysteries, dublado por Kath Soucie. No episódio "The Tail End", ele foi descrito como um rato Manx criado cientificamente, sem cauda, e ao contrário de outras aparições nesse episódio, ele não usa roupas (exceto um boné).
Sniffles apareceu mais recentemente nos segmentos do New Looney Tunes "DarkBat", "Bonjour, DarkBat" e "Smoothie Operator", onde ele assume o alter-ego de super-herói DarkBat.

## Filmografia
- Impertinente, mas Ratos (1939)
- Rato do Irmãozinho (1939)
- Sniffles and the Bookworm (1939)
- Sniffles faz uma viagem (1940)
- O Colecionador de Ovos (1940)
- Hora de Dormir para Sniffles (1940)
- Sniffles Bells the Cat (1941)
- Problemas com Brinquedos (1941)
- O valente morcego (1941)
- O urso insuportável (1943)
- Perdidos e Fundidos (1944)
- Férias para Sniffles (1946)
- Silêncio, meu rato (1946)